# Vicente Muñoz Puelles
Vicente Muñoz Puelles (València, 1948) és un escriptor valencià en llengua castellana majoritàriament, encara que també ha escrit textos en valencià. A més també és membre del Consell Valencià de Cultura des de 1999.
De la seua obra destaca la novel·lística, gènere amb el qual ha publicat més de 17 obres de les quals destaquen Anacaona (1980) que va rebre el premi La Sonrisa Vertical del mateix any, La emperatriz Eugenia en Zululandia (L'emperatrdiu Eugènia a Zululàndia 1994) guanyadora del Premi Azorín de 1993, Las desventuras de un escritor en provincias (Les desventures d'un escriptor a províncies 2003) premiat amb l'Alfons el Magnànim de narrativa.
Vicente Muñoz Puelles també ha conreat la literatura infantil i juvenil amb importants títols com Óscar y el león de Correos (1998) que guanyà el Premi Nacional de literatura infantil i juvenil de les Lletres Espanyoles el 1999, Sombras de manos (2002) que va merèixer la nominació per a la distinció The White Ravens que concedeix la Biblioteca Internacional de Múnic el 2004, La foto de Portobello (2004) reconeguda amb el premi Alandar, El arca y yo (L'arca i jo 2004) guanyà el premi Anaya o La perrona (2006) amb el premi de Libreros de Astúrias.
La traducció també ha estat una de les facetes més importants de Muñoz Puelles, traduint obres de Fenimore Cooper, Joseph Conrad, Arthur Conan Doyle i Georges Simenon. Ha publicat diversos assajos sobre literatura anglesa i nord-americana.

## Obra (no exhaustiva)

### Novel·la
- Anacaona, 1981
- Amor burgués, 1982 (Amor burgès)
- Campos de Marte, 1985 (Camps de Mart)
- Tierra de Humo, 1986 (Terra de fum)
- La noche de los tiempos, 1987 (La nit dels temps)
- Sombras paralelas, 1989 (Ombres paral·leles)
- El último manuscrito de Hernando Colón, 1992 (L'últim manuscrit de Hernando Colón)
- Tierra de Humo, 1992 (Terra de fum)
- Huellas en la nieve, 1993 (Empremtes en la neu)
- La ciudad en llamas, 1993 (La ciutat en flames)
- La emperatriz Eugenia en Zululandia, 1994 (L'emperadriu Eugènia a Zululàndia)
- El último capricho de Francisco Goya, 1997 (L'últim capritx de Francisco Goya)
- La curvatura del empeine, 2003
- El cráneo de Goya, 1997 (El crani de Goya)
- La ciudad en llamas, 2001 (La ciutat en flames)
- Los amantes de la niebla, 2002 (Els amants de la boira)
- Las desventuras de un escritor en provincias, 2003 (Les desventures d'un escriptor a províncies)
- El cráneo de Goya, 2004 (El crani de Goya)

### Relats
- Manzanas (Tratado de pomofilia), 2002 (Pomes (Tractat de pomofília))
- El último deseo del jíbaro y otras fantasmagorías, 2003 (L'últim desig del camperol i d'altres fantasmagories)

### Juvenil i infantil

#### Novel·la juvenil
- El tigre de Tasmania, 1988 (edició en valencià de 1999) (El tigre de Tasmània)
- Yo, Colón, descubridor del Paraíso Terrenal, Almirante de la Mar Océana, Virrey y Gobernador de las Indias, 1991 (Jo, Colom, descobridor del Paradís Terrenal, Almirall de la Mar Ocèana, Virrei i Governador de les Índies)
- Yo, Goya, primer pintor de la corte española, defensor de la libertad, grabador de sueños y caprichos, 1992 (Jo, Goya, primer pintor de la cort espanyola, defensor de la llibertat, gravador de somnis i capritxos)
- La isla de las sombras perdidas, 1998 (L'illa de les ombres perdudes)
- El lleopard de les neus, 2001
- La foto de Portobello, 2004
- ¡Polizón a bordo! (El secreto de Colón), 2005 (Polissó a bord! (El secret de Colom))
- El pintor de las neuronas (Ramón y Cajal. científico), 2006 (El pintor de les neurones)
- El viaje de la evolución (El joven Darwin), 2007 (El viatge de l'evolució)
- El vuelo de la Razón (Goya, pintor de la Libertad), 2007 (El vol de la Raó)
- 2083, 2008
- La guerra de Amaya, 2010 (La guerra d'Amaya)
- La expedición de los libros, 2010 (L'expedició dels llibres)
- El joven Gulliver, 2011 (El jove Gulliver)
- El regreso de Peter Pan, 2011 (El retorn de Peter Pan)

#### Contes i novel·les infantils
- Los sueños de Axel, 1987 (Els somnis de l'Axel)
- La constel·lació del drac, 1987
- Óscar y el león de Correos, 1998 (L'Òscar i el lleó de Correus)
- Laura y el ratón, 2000 (La Laura i el ratolí)
- Sombras de manos, 2002 (Ombres de mans)
- Ricardo y el dinosaurio rojo, 2003 (En Ricard i el dinosaure vermell)
- El sueño del libro, 2004 (El somni del llibre)
- El arca y yo, 2004 (L'arca i jo)
- La sombra de Laura, 2005 (L'ombra de la Laura)
- La luz del faro (nova versió de Los sueños de Axel), 2005 (La llum del far)
- La perrona, 2006
- Niños de todo el mundo, 2006 (Nens d'arreu del món)
- Los animales de la ciudad, 2006 (Els animals de la ciutat)
- La rana Rony, 2007 (La granota Rony)
- El sueño de Peter, 2007 (El somni d'en Peter)
- Óscar y el río Amazonas, 2009 (L'Òscar i el riu Amazones)